# Villarreal Club de Fútbol 2020-2021
Questa voce raccoglie le informazioni riguardanti il Villarreal Club de Fútbol nelle competizioni ufficiali della stagione 2020-2021.

## Maglie e sponsor
Lo sponsor tecnico per la stagione 2020-2021 è Joma.
| Casa | Trasferta | Terza divisa |

## Rosa
| N. |                      | Ruolo | Calciatore             |
| -- | -------------------- | ----- | ---------------------- |
| 1  | Spagna (bandiera)    | P     | Sergio Asenjo          |
| 2  | Spagna (bandiera)    | D     | Mario Gaspar           |
| 3  | Spagna (bandiera)    | D     | Raúl Albiol (capitano) |
| 4  | Spagna (bandiera)    | D     | Pau Torres             |
| 5  | Spagna (bandiera)    | C     | Daniel Parejo          |
| 6  | Argentina (bandiera) | D     | Ramiro Funes Mori      |
| 7  | Spagna (bandiera)    | A     | Gerard Moreno          |
| 8  | Spagna (bandiera)    | C     | Javier Ontiveros       |
| 8  | Argentina (bandiera) | D     | Juan Foyth             |
| 9  | Colombia (bandiera)  | A     | Carlos Bacca           |
| 10 | Spagna (bandiera)    | C     | Vicente Iborra         |
| 11 | Nigeria (bandiera)   | A     | Samuel Chukwueze       |
| 12 | Spagna (bandiera)    | A     | Dani Raba              |
| 13 | Argentina (bandiera) | P     | Gerónimo Rulli         |
| 14 | Spagna (bandiera)    | C     | Manu Trigueros         |
| 15 | Ecuador (bandiera)   | D     | Pervis Estupiñán       |

| N. |                      | Ruolo | Calciatore       |
| -- | -------------------- | ----- | ---------------- |
| 16 | Giappone (bandiera)  | C     | Takefusa Kubo    |
| 17 | Spagna (bandiera)    | A     | Paco Alcácer     |
| 18 | Spagna (bandiera)    | D     | Alberto Moreno   |
| 19 | Francia (bandiera)   | C     | Francis Coquelin |
| 20 | Spagna (bandiera)    | D     | Rubén Peña       |
| 21 | Spagna (bandiera)    | D     | Jaume Costa      |
| 22 | Marocco (bandiera)   | D     | Sofian Chakla    |
| 23 | Spagna (bandiera)    | C     | Moi Gómez        |
| 24 | Spagna (bandiera)    | D     | Alfonso Pedraza  |
| 25 | Francia (bandiera)   | C     | Étienne Capoue   |
| 30 | Spagna (bandiera)    | A     | Yéremi Pino      |
| 32 | Spagna (bandiera)    | C     | Álex Baena       |
| 34 | Spagna (bandiera)    | A     | Fer Niño         |
| 35 | Danimarca (bandiera) | P     | Filip Jørgensen  |
| 40 | Spagna (bandiera)    | A     | Álex Millán      |

## Risultati

### Primera División

#### Girone di andata
| Arbitro: | Estrada Fernández (comitato catalano) |

|                   |           |            |
| Moreno 68’ (rig.) | Marcatori | 42’ Maffeo |

| Arbitro: | Figueroa Vázquez (comitato andaluso) |

|                        |           |          |
| Moreno 63’ Alcácer 71’ | Marcatori | 50’ Kike |

| Arbitro: | Cuadra Fernández (comitato madrileno) |

|                                                  |           |  |
| Fati 15’, 19’ Messi 35’ (rig.) Torres 45’ (aut.) | Marcatori |  |

| Arbitro: | Medié Jiménez (comitato catalano) |

|                                    |           |            |
| Alcácer 13’, 67’ Moreno 45’ (rig.) | Marcatori | 36’ Méndez |

| Madrid 3 ottobre 2020, ore 16:00 CEST 5ª giornata | Atlético Madrid                        | 0 – 0 | Villarreal | Wanda Metropolitano (0 spett.)\| Arbitro: \| Hernández Hernández (comitato canario) \| |
| Arbitro:                                          | Hernández Hernández (comitato canario) |       |            |                                                                                        |

| Arbitro: | Del Cerro Grande (comitato madrileno) |

|                              |           |            |
| Alcácer 6’ (rig.) Parejo 69’ | Marcatori | 37’ Guedes |

| Cadice 25 ottobre 2020, ore 16:00 CET 7ª giornata | Cadice                                | 0 – 0 | Villarreal | Estadio Ramón de Carranza (0 spett.)\| Arbitro: \| De Burgos Bengoetxea (comitato basco) \| |
| Arbitro:                                          | De Burgos Bengoetxea (comitato basco) |       |            |                                                                                             |

| Arbitro: | Alberola Rojas (comitato castigliano) |

|                          |           |  |
| Chukwueze 27’ Torres 31’ | Marcatori |  |

| Arbitro: | Munuera Montero (comitato andaluso) |

|               |           |                                      |
| Arambarri 16’ | Marcatori | 11’ Alcácer 17’ Trigueros 62’ Moreno |

| Arbitro: | Hernández Hernández (comitato madrileno) |

|            |           |            |
| Moreno 76’ | Marcatori | 2’ Mariano |

| Arbitro: | Gil Manzano (comitato estremegno) |

|                      |           |                  |
| Oyarzabal 33’ (rig.) | Marcatori | 6’ (rig.) Moreno |

| Villarreal 6 dicembre 2020, ore 18:30 CET 12ª giornata | Villarreal                        | 0 – 0 | Elche | Estadio de la Cerámica (0 spett.)\| Arbitro: \| Jamie Latre (comitato aragonegno) \| |
| Arbitro:                                               | Jamie Latre (comitato aragonegno) |       |       |                                                                                      |

| Arbitro: | Pizarro Gómez (comitato madrileno) |

|            |           |           |
| Ruibal 51’ | Marcatori | 5’ Torres |

| Arbitro: | Figueroa Vázquez (comitato andaluso) |

|                   |           |                             |
| Torres 70’ (rig.) | Marcatori | 7’, 86’ Moreno 29’ Fer Niño |

| Arbitro: | Medié Jiménez (comitato catalano) |

|                 |           |              |
| Yéremi Pino 19’ | Marcatori | 74’ Williams |

| Arbitro: | Soto Grado (comitato castigliano) |

|                                 |           |  |
| Ocampos 8’ (rig.) En-Nesyri 53’ | Marcatori |  |

| Arbitro: | González Fuertes (comitato asturiano) |

|                         |           |          |
| Fer Niño 19’ Moreno 54’ | Marcatori | 73’ León |

| Arbitro: | Estrada Fernández (comitato catalano) |

|  |           |                                             |
|  | Marcatori | 5’ Moreno 14’ Gómez 19’ Parejo 39’ Fer Niño |

| Arbitro: | Pizarro Gómez (comitato madrileno) |

|                                 |           |                        |
| Rubén Peña 29’ Gómez 65’ (rig.) | Marcatori | 21’ Soldado 75’ Kenedy |

#### Girone di ritorno
| Huesca 23 gennaio 2021, ore 14:00 CET 20ª giornata | Huesca                                | 0 – 0 | Villarreal | Stadio El Alcoraz (0 spett.)\| Arbitro: \| Alberola Rojas (comitato castigliano) \| |
| Arbitro:                                           | Alberola Rojas (comitato castigliano) |       |            |                                                                                     |

| Arbitro: | De Mera Escuderos (comitato castigliano) |

|           |           |            |
| Parejo 3’ | Marcatori | 90+3’ Isak |

| Arbitro: | Melero López (comitato andaluso) |

|                       |           |                 |
| Carrillo 49’ Boyé 64’ | Marcatori | 16’, 35’ Moreno |

| Arbitro: | Gil Manzano (comitato estremegno) |

|                   |           |                       |
| Moreno 65’ (rig.) | Marcatori | 45’ Fekir 52’ Emerson |

| Arbitro: | Del Cerro Grande (comitato madrileno) |

|               |           |            |
| Berenguer 44’ | Marcatori | 16’ Moreno |

| Arbitro: | De Burgos Bengoetxea (comitato basco) |

|  |           |                                   |
|  | Marcatori | 25’ (aut.) Pedraza 69’ João Félix |

| Arbitro: | Estrada Fernández (comitato catalano) |

|                                      |           |                   |
| Carlos Soler 86’ (rig.) Guedes 90+1’ | Marcatori | 40’ (rig.) Moreno |

| Arbitro: | Medié Jiménez (comitato catalano) |

|            |           |                                        |
| Enrich 55’ | Marcatori | 1’ Gómez 34’ Bacca 87’ Alfonso Pedraza |

| Arbitro: | Soto Grado (comitato castigliano) |

|                            |           |          |
| Moreno 5’ (rig.) Bacca 67’ | Marcatori | 69’ Álex |

| Arbitro: | Cuadra Fernández (comitato madrileno) |

|  |           |                                  |
|  | Marcatori | 9’ (rig.), 30’ 60’ (rig.) Moreno |

| Arbitro: | Munuera Montero (comitato andaluso) |

|                         |           |                           |
| David García 70’ (aut.) | Marcatori | 64’ Moncayola 74’ Budimir |

| Arbitro: | Cordero Vega (comitato cantabrico) |

|                       |           |             |
| Joselu 17’ Méndez 80’ | Marcatori | 50’ Alcácer |

| Arbitro: | Del Cerro Grande (comitato madrileno) |

|               |           |                    |
| Chukwueze 26’ | Marcatori | 28’, 35’ Griezmann |

| Arbitro: | De Burgos Bengoetxea (comitato basco) |

|           |           |                                                                 |
| Malsa 21’ | Marcatori | 9’ (aut.) Postigo 13’ Moreno 63’, 75’ Chukwueze 74’ (aut.) Vezo |

| Arbitro: | Estrada Fernández (comitato catalano) |

|          |           |  |
| Pino 79’ | Marcatori |  |

| Arbitro: | Medié Jiménez (comitato catalano) |

|                             |           |                                                           |
| Goméz 25’ Moreno 87’ (rig.) | Marcatori | 19’, 34’ (rig.) Mina 45+3’ (rig.) Brais Méndez 57’ Solari |

| Arbitro: | De Burgos Bengoetxea (comitato basco) |

|  |           |                         |
|  | Marcatori | 68’ Moreno 90+1’ Capoue |

| Arbitro: | Cuadra Fernández (comitato madrileno) |

|                                |           |  |
| Bacca 34’, 47’, 79’ Moreno 68’ | Marcatori |  |

| Arbitro: | Munuera Montero (comitato valenciano) |

|                          |           |                 |
| Benzema 87’ Modrić 90+2’ | Marcatori | 20’ Yéremi Pino |

### Coppa Del Re

#### Primo Turno
| Arbitro: | Estrada Fernández (comitato catalano) |

|  |           |                                                                                  |
|  | Marcatori | 6’ Yéremi Pino 20’ (rig.) Fer Niño 60’ Costa 66’ Chakla 81’ Millán 90+2’ Pedraza |

#### Secondo Turno
| Arbitro: | Pizarro Gómez (comitato madrileno) |

|             |           |                                                 |
| Ramos 45+2’ | Marcatori | 31’ Bacca 43’ Yéremi Pino 73’ Fer Niño 88’ Raba |

#### Sedicesimi Di Finale
| Arbitro: | Soto Grado (comitato castigliano) |

|  |           |              |
|  | Marcatori | 90’ Fer Niño |

#### Ottavi Di Finale
| Arbitro: | De Burgos Bengoetxea (comitato basco) |

|  |           |                 |
|  | Marcatori | 19’ Yéremi Pino |

#### Quarti Di Finale
| Arbitro: | Soto Grado (comitato castigliano) |

|              |           |  |
| Roger 120+1’ | Marcatori |  |

### Europa League

#### Girone I
| Arbitro: | Bojko |

|                                               |           |                                    |
| Kubo 13’ Bacca 20’ Foyth 57’ Alcácer 74’, 78’ | Marcatori | 33’ Kayode 43’ Yatabaré 64’ Gradel |

| Arbitro: | Orel |

|             |           |                                          |
| Kwabena 78’ | Marcatori | 80’ Yéremi Pino 84’ 90+6’ (rig.) Alcácer |

| Arbitro: | Dabanović |

|                                  |           |  |
| Bacca 4’, 52’ Baena 71’ Niño 81’ | Marcatori |  |

| Arbitro: | Martins |

|           |           |           |
| Pešić 47’ | Marcatori | 44’ Baena |

| Arbitro: | Strukan |

|  |           |              |
|  | Marcatori | 75’ Chukweze |

| Villarreal 10 dicembre 2020, ore 21:00 CET 6ª giornata | Villarreal | 3 – 0 (tav.) referto | Qarabağ | Estadio de la Cerámica\| Arbitro: \| Balakin \| |
| Arbitro:                                               | Balakin    |                      |         |                                                 |

#### Sedicesimi Di Finale
| Arbitro: | Treimanis |

|  |           |                      |
|  | Marcatori | 41’ Alcácer 71’ Niño |

| Arbitro: | Zwayer |

|                        |           |             |
| Moreno 40’, 89’ (rig.) | Marcatori | 17’ Berisha |

#### Ottavi Di Finale
| Arbitro: | Oliver |

|  |           |                           |
|  | Marcatori | 30’ Pau Torres 52’ Albiol |

| Arbitro: | Ekberg |

|                 |           |  |
| Moreno 13’, 36’ | Marcatori |  |

#### Quarti Di Finale
| Arbitro: | Siebert |

|  |           |                   |
|  | Marcatori | 44’ (rig.) Moreno |

| Arbitro: | Makkelie |

|                        |           |           |
| Alcácer 36’ Moreno 43’ | Marcatori | 74’ Oršić |

#### Semifinali
| Arbitro: | Dias |

|                          |           |                 |
| Trigueros 18’ Albiol 29’ | Marcatori | 73’ (rig.) Pépé |

| Londra 6 maggio 2021, ore 21:00 CEST Ritorno | Arsenal | 0 – 0 referto | Villarreal | Emirates Stadium (0 spett.)\| Arbitro: \| Vinčić \| |
| Arbitro:                                     | Vinčić  |               |            |                                                     |

#### Finale
| Arbitro: | Turpin |

|                                                                                            |                        |                                                                                                |
| Moreno 29’                                                                                 | Marcatori              | 55’ Cavani                                                                                     |
| Moreno Dani Raba Paco Alcácer Moreno Parejo Gómez Raúl Albiol Coquelin Gaspar Torres Rulli | Tiri di rigore 11 – 10 | Juan Mata Alex Telles Bruno Fernandes Rashford Cavani Fred James Shaw Tuanzebe Lindelöf De Gea |